# The Ultimate Fighter: Team Lesnar vs. Team Dos Santos Finale
The Ultimate Fighter: Team Lesnar vs. Team dos Santos Finale, (mais conhecido como The Ultimate Fighter 13 Finale), é um evento de mixed martial arts que foi realizado pelo Ultimate Fighting Championship e aconteceu no dia 04 de Junho de 2011 no Palms Casino Resort em Las Vegas, Nevada, Estados Unidos.

## Bônus da Noite
Lutadores receberam um bônus de US$ 40,000.
- Luta da Noite:  Kyle Kingsbury vs.  Fabio Maldonado
- Nocaute da Noite:  Tony Ferguson
- Finalização da Noite:  Reuben Duran